# Jardim Social
Jardim Social é um bairro localizado na cidade brasileira de Curitiba, Paraná.
A principal característico do bairro é ser residencial, estando localizado a 3,9 km do marco zero da cidade. Sua população estimada, conforme censo do IBGE de 2010, era de 5.698 habitantes, concentrados numa área de 1,96 km².

## História
Conhecido como “Morro do Querozene” nas primeira décadas do século XIX, o local onde encontra-se o Jardim Social, fazia parte da localidade dos “Altos do Itupava” e da "Colônia Argelina". Nesta época, a região era ocupada por propriedades rurais e alguns terrenos eram utilizados por foreiros (foreiro é o titular de um desdobramento bastante amplo da propriedade, pagando uma espécie de aluguel para os proprietários rurais[carece de fontes?]).
Os primeiros loteamentos registrados surgiram a partir da década de 1920, porém, somente em 1975, através de lei municipal, o bairro obteve a sua delimitação oficial, assim como o seu nome e projeto urbanístico, retirados dos chamados bairro-jardim, locais estritamente residenciais, de baixa densidade, padrão construtivo refinado e planejamento urbano definido.

## Ponto de referência
O Bosque de Portugal é o principal ponto de referência do bairro, possuindo mata nativa e área para caminhada.